# Ross and Cromarty
Il Ross and Cromarty (in gaelico scozzese: Ros agus Cromba) è un'area di luogotenenza della Scozia settentrionale, formatasi nel 1889 dall'unione delle contee tradizionali del Ross-shire e del Cromartyshire e ora inglobata nell'area amministrativa dell'Highland.
La contea copre un'area di circa 3.800 km² e conta 31 parrocchie civili.
È formata dai distretti di Ardmeanach, Ardross ed Easter Ross. Principali località dell'area sono Cromarty, Dingwall, Fortrose, Tain e Stornoway sull'isola di Lewis e Harris.

## Geografia

### Collocazione
Il Ross and Cromarty confina a nord con il Sutherland e a sud con l'Inverness-shire ed è bagnata ad ovest dall'Oceano Atlantico e ad est dal Mare del Nord.

### Dimensioni
Questa contea misura 67 miglia in lunghezza e 58 miglia in larghezza.